# Johan van Hessen
Johan van Hessen ook gekend als Johan van Neder-Hessen (circa 1278 - Kassel, 14 februari 1311) was 1308 tot 1311 landgraaf van Neder-Hessen. Hij behoorde tot het huis Hessen.

## Levensloop
Hij was de zoon van landgraaf Hendrik I van Hessen en diens tweede echtgenote Machteld van Kleef.
Vanaf 1292 was er een erfdispuut binnen het huis Hessen: er ontstond namelijk een conflict tussen de zonen uit de twee huwelijken van landgraaf Hendrik I van Hessen toen zijn tweede vrouw een deel van Hessen voor haar eigen kinderen vroeg. Dit leidde tot gewapende confrontaties die bleven aanslepen tot aan de dood van Hendrik I. Hendrik de Jongere, de oudste zoon van landgraaf Hendrik I van Hessen uit diens huwelijk met Adelheid van Brunswijk, was vanaf 1284 medelandgraaf van Hessen. Onder toedoen van Machteld werd Johan in 1296 eveneens aangesteld tot mede-heerser. In 1298 stierf Hendrik de Jongere, waarna zijn broer Otto zijn plaats innam als medelandgraaf van Hessen. Na de dood van landgraaf Hendrik I van Hessen in 1308 werd zijn rijk in twee verdeeld: Johan kreeg Neder-Hessen met als hoofdstad Kassel en Otto kreeg Opper-Hessen met als hoofdstad Marburg.
Landgraaf Hendrik I van Hessen was tijdens zijn bewind de stad Gudensberg aan het hertogdom Brunswijk-Lüneburg afgestaan. In 1309 veroverde Johan de stad en dwong hij hertog Albrecht II van Brunswijk-Göttingen om te accepteren dat Gudensberg aan het landgraafschap Neder-Hessen werd toegevoegd. Tijdens zijn bewind werd hij eveneens door keizer Hendrik VII benoemd tot beschermheer van de vrije keizerlijke steden Mühlhausen, Nordhausen en Goslar. Markgraaf Frederik I van Meißen beschouwde dit als een binnendringing van het landgraafschap Thüringen en nam de wapens op om deze binnendringing te beëindigen. De strijd verliep slecht voor Johan en hij moest zich terugtrekken in de stad Kassel om van deze nederlaag te herstellen. Het kwam niet meer tot vijandelijkheden tussen Johan en Frederik I. Ook had Johan plannen om een versterkte stad te bouwen aan de Thüringse zijde van de Fulda-rivier, maar deze werden nooit uitgevoerd.
In 1311 stierf Johan in Kassel aan de gevolgen van de pest. In 1306 huwde hij met Adelheid, dochter van hertog Albrecht II van Brunswijk-Göttingen. Ook zij stierf in 1311 aan de pest. Beide echtelieden werden bijgezet in de Ahnabergabdij van Kassel. Johan en Adelheid hadden een dochter Elisabeth (overleden in 1339), die huwde met graaf Otto VI van Ochsenstein. Omdat hij geen mannelijke nakomelingen had, ging Neder-Hessen naar zijn broer Otto I.

## Voorouders
| Voorouders van Johan van Hessen | Voorouders van Johan van Hessen                                          | Voorouders van Johan van Hessen                                          | Voorouders van Johan van Hessen                                             | Voorouders van Johan van Hessen                                             | Voorouders van Johan van Hessen                                    | Voorouders van Johan van Hessen                                    | Voorouders van Johan van Hessen                                    | Voorouders van Johan van Hessen                                    |
| ------------------------------- | ------------------------------------------------------------------------ | ------------------------------------------------------------------------ | --------------------------------------------------------------------------- | --------------------------------------------------------------------------- | ------------------------------------------------------------------ | ------------------------------------------------------------------ | ------------------------------------------------------------------ | ------------------------------------------------------------------ |
| Overgrootouders                 | Hendrik I van Brabant (1160-1235) ∞ Mathilde van Boulogne (+/-1161-1210) | Hendrik I van Brabant (1160-1235) ∞ Mathilde van Boulogne (+/-1161-1210) | Lodewijk IV van Thüringen (1200-1227) ∞ Elisabeth van Thüringen (1207-1231) | Lodewijk IV van Thüringen (1200-1227) ∞ Elisabeth van Thüringen (1207-1231) | Diederik VI van Kleef (1185-1260) ∞ Hedwig van Meißen (-1249)      | Diederik VI van Kleef (1185-1260) ∞ Hedwig van Meißen (-1249)      | Hendrik I van Sponheim (1224-1259) ∞ Agnes van Valkenburg (-)      | Hendrik I van Sponheim (1224-1259) ∞ Agnes van Valkenburg (-)      |
| Grootouders                     | Hendrik II van Brabant (1207-1248) ∞ Sofia van Thüringen (1224-1275)     | Hendrik II van Brabant (1207-1248) ∞ Sofia van Thüringen (1224-1275)     | Hendrik II van Brabant (1207-1248) ∞ Sofia van Thüringen (1224-1275)        | Hendrik II van Brabant (1207-1248) ∞ Sofia van Thüringen (1224-1275)        | Diederik VII van Kleef (1226-1275) ∞ Aleidis van Heinsberg (-1303) | Diederik VII van Kleef (1226-1275) ∞ Aleidis van Heinsberg (-1303) | Diederik VII van Kleef (1226-1275) ∞ Aleidis van Heinsberg (-1303) | Diederik VII van Kleef (1226-1275) ∞ Aleidis van Heinsberg (-1303) |
| Ouders                          | Hendrik I van Hessen (1244-1308) ∞ Machteld van Kleef (-1309)            | Hendrik I van Hessen (1244-1308) ∞ Machteld van Kleef (-1309)            | Hendrik I van Hessen (1244-1308) ∞ Machteld van Kleef (-1309)               | Hendrik I van Hessen (1244-1308) ∞ Machteld van Kleef (-1309)               | Hendrik I van Hessen (1244-1308) ∞ Machteld van Kleef (-1309)      | Hendrik I van Hessen (1244-1308) ∞ Machteld van Kleef (-1309)      | Hendrik I van Hessen (1244-1308) ∞ Machteld van Kleef (-1309)      | Hendrik I van Hessen (1244-1308) ∞ Machteld van Kleef (-1309)      |
| Johan van Hessen (1278-1311)    |                                                                          |                                                                          |                                                                             |                                                                             |                                                                    |                                                                    |                                                                    |                                                                    |